# Gustaf Theodor Engdahl
Gustaf Theodor Engdahl, född 3 februari 1874 i Mortorps socken, död 9 januari 1921 på Ersta sjukhus var en svensk missionär.
Gustaf Theodor Engdahl var son till lantbrukaren Nils Tobiasson. Han blev 1893 elev vid Johannelunds missionsinstitut, prästvigdes i Linköping 1898 och blev därefter vice komminister i Törnsfalls församling 1899. Senare samma år vigdes han till missionär för Evangeliska Fosterlandsstiftelsen i Gallaland i Etiopien. 1899–1919 var han med avbrott för vistelser i Sverige missionär i den brittiska kolonin Jubaland.